# Shellow Bowells
Shellow Bowells är en by i civil parish Willingale, i distriktet Epping Forest i grevskapet Essex i England. Parish hade 95 invånare år 1931. År 1946 blev den en del av den då nybildade Willingale.. Byn nämndes i Domedagsboken (Domesday Book) år 1086, och kallades då Scelda/Scelga.